# Eenie Meenie
Eenie Meenie – trzeci singel kanadyjskiego piosenkarza Justina Biebera, pochodzący z jego pierwszego albumu studyjnego My World 2.0. Jego producentem jest Benny Blanco. Gościnnie w piosence występuje Sean Kingston. Piosenkę wydano 23 marca 2010, w dzień premiery płyty Biebera.